# Naturschutzgebiet Warnowtal bei Karnin

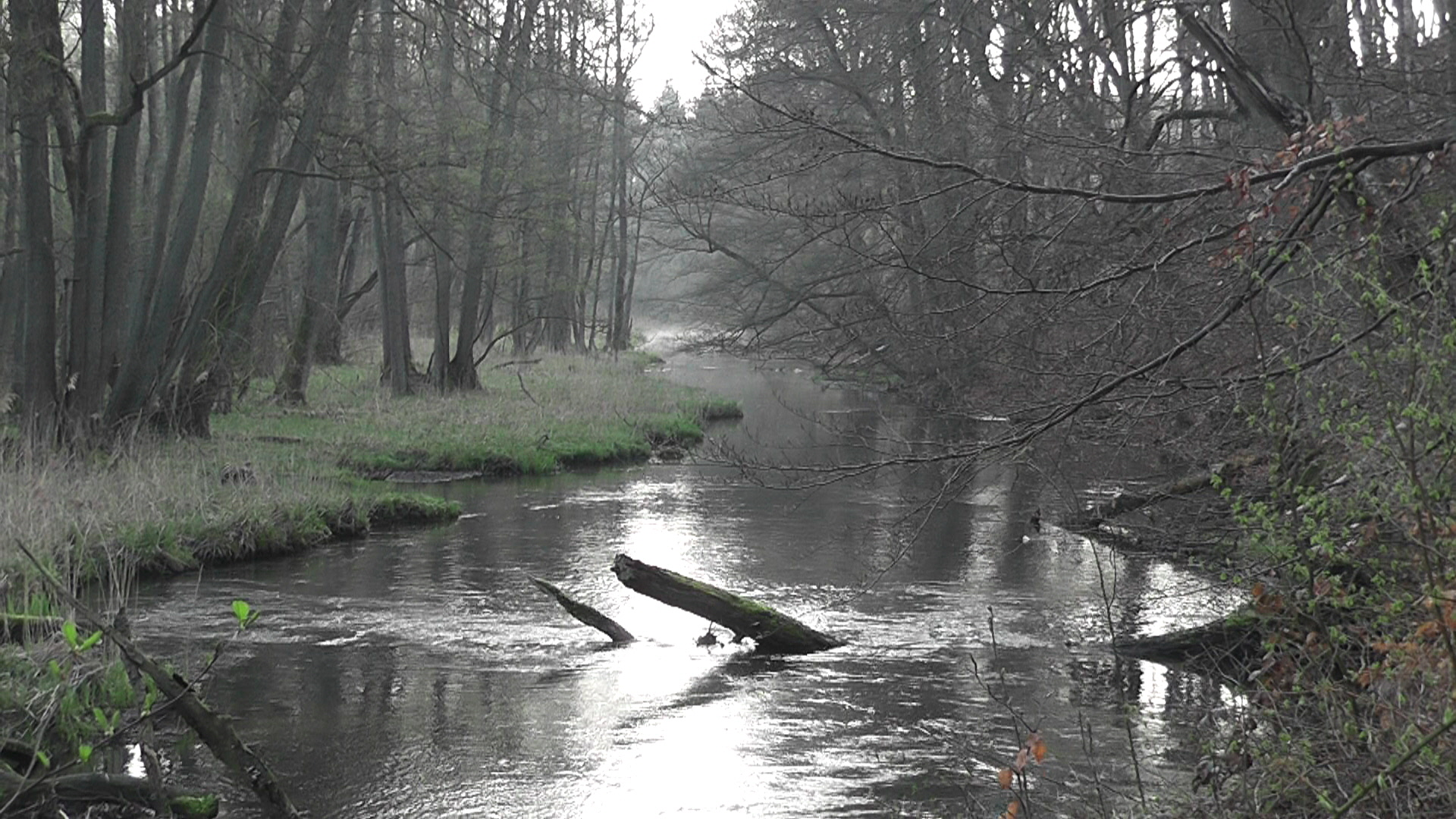
Naturschutzgebiet „Warnowtal bei Karnin“ (NSG N 123)

Das Naturschutzgebiet Warnowtal bei Karnin liegt in den Gemeinden Cambs und Langen Brütz im Landkreis Ludwigslust-Parchim in Mecklenburg-Vorpommern. Das Naturschutzgebiet umfasst einen 122 Hektar großen Ausschnitt im Oberlauf der Warnow südlich und östlich der zu Cambs gehörenden Ortschaft Karnin.
Das Schutzziel des am 22. März 1982 ausgewiesenen Gebietes ist es, ein Durchbruchstal der Warnow mit angrenzenden Mooren und Teilhängen zu erhalten. Der Zustand des Gebietes wird als gut eingeschätzt, da der überwiegende Teil der Flächen sich unbeeinflusst entwickelt.
Die Warnow ist mit dem Kanu befahrbar. In Karnin befindet sich eine Naturschutzstation.
Das Naturschutzgebiet liegt im Naturpark Sternberger Seenland und im Eigentum der Stiftung Umwelt und Naturschutz M-V. Das Naturschutzgebiet ist nach EU-Recht als Bestandteil des FFH-Gebiets Warnowtal mit kleinen Zuflüssen ausgewiesen.